# Antonino Rocca
Antonino Biasetton, noto con lo pseudonimo Antonino Rocca, detto Argentina (Treviso, 13 aprile 1927 – New York, 15 marzo 1977), è stato un wrestler italiano con cittadinanza argentina.

## Biografia
Praticò da ragazzo diversi sport, tra i quali calcio e rugby. Si trasferì in Argentina prima della seconda guerra mondiale.
Rocca cominciò a lottare negli Stati Uniti, in particolare nel Texas; spinto da Joe "Toots" Mondt, si spostò a New York sul finire degli anni quaranta per essere ingaggiato dalla Capitol Wrestling Corporation di Vincent J. McMahon, diventando in poco tempo uno dei wrestler principali della federazione.
Nonostante fosse molto popolare ed acclamato e specialmente dal pubblico italoamericano ed ispanico, e tanto da ottenere il main event per tutti gli incontri a cui partecipava, Rocca non riuscì mai a conquistare un titolo mondiale.  Il 19 maggio 1951 disputò un titanico match della durata di sessanta minuti terminato in pareggio contro "Chief" Don Eagle, al Chicago Stadium.
Verso la metà degli anni settanta Rocca formò un tag team con Miguel Pérez, vincendo con lui il WWC North American Tag Team Championship l'11 settembre 1976. In seguito Rocca ritornò alla World Wide Wrestling Federation (evoluzione della CWC) come commentatore e vi rimase fino alla sua morte improvvisa nel 1977.  Il suo corpo venne cremato. Rocca fu introdotto nella WWE Hall of Fame nel 1995.

## Curiosità
- Antonino Rocca apparve sulla copertina del numero 155 di Superman (agosto 1962), ritratto mentre lottava con il supereroe.
- Il film horror del 1976 Comunione con delitti, include Rocca in un piccolo ruolo.
- La leggenda del puroresu Antonio Inoki scelse come nome d'arte Antonio in onore di Rocca.[senza fonte]
- Arturo Toscanini, appassionato di wrestling, era un buon amico di Rocca.[2]

## Personaggio

### Mosse finali
- Argentine backbreaker rack
- Running elbow drop

## Titoli e riconoscimenti
- Montreal Athletic Commission
  - MAC World Heavyweight Championship (1)
- American Wrestling Association (Ohio)
  - AWA World Heavyweight Championship (Ohio version) (1)
- Stampede Wrestling
  - Stampede Wrestling Hall of Fame [3]
- Capitol Wrestling Corporation
  - NWA World Tag Team Championship (Capitol version) (1) – con Miguel Pérez
- Southwest Sports, Inc.
  - NWA Texas Heavyweight Championship (2)
- World Wrestling Council
  - WWC North American Tag Team Championship (1) – con Miguel Pérez.
- World Wide Wrestling Federation / World Wrestling Federation
  - WWF Hall of Fame (Classe del 1995)
  - CWC/WWWF International Heavyweight Championship (1)
- Professional Wrestling Hall of Fame
  - (Classe del 2003)
- Wrestling Observer Newsletter awards
  - Wrestling Observer Newsletter Hall of Fame (Classe del 1996)